# اورنج مراکش
اورنج مراکش (انگلیسی: Orange Morocco) شرکت مخابرات مراکشی است، که در سال ۲۰۰۰ تأسیس شد.